# Jean Lalanne (militaire)
Pour les articles homonymes, voir Jean Lalanne et Lalanne.
Jean Lalanne, né le 11 octobre 1756 à Orthez (Pyrénées-Atlantiques), mort le 23 mars 1841 à Pau (Pyrénées-Atlantiques), est un général de brigade de la Révolution française, et un colonel de l’Empire.

## États de service
Il entre en service le 17 octobre 1791, comme chef de bataillon au 3e bataillon de volontaires des Basses Pyrénées.
Il est promu général de brigade le 5 octobre 1793, à l’Armée des Pyrénées-Occidentales et le 18 juin 1794, il est suspendu de ses fonctions par les représentants du peuple Pinet et Cavaignac. Le 27 juillet 1795, il est réintégré par le comité de salut public, et il est admis au traitement de réforme.
Le 2 mai 1799, il est mis à la suite de la 70e demi-brigade d’infanterie de ligne.
Le 21 juin 1808, il reprend du service à l’Armée d'Aragon comme chef de bataillon au 1er bataillon des chasseurs des montagnes des Basses-Pyrénées, et il est réformé et renvoyé dans ses foyers le 30 juin 1810 lorsque son bataillon est licencié.
Le 29 janvier 1811, il est remis en activité au 1er bataillon de la garde nationale d’élite des Basses-Pyrénées, il est nommé colonel le 25 juin 1813
Il est fait chevalier de la Légion d’honneur le 26 février 1814, et il participe à la bataille d’Orthez le lendemain, ainsi qu’à la bataille de Toulouse le 10 avril 1814.

## Sources
- (en) « Generals Who Served in the French Army during the Period 1789 - 1814: Eberle to Exelmans »
- « Cote LH/1449/20 », base Léonore, ministère français de la Culture
- (pl) « Napoléon.org.pl »